# Гаити на Олимпийских играх
Республика Гаити впервые приняла участие в летних Олимпийских играх в 1924 году в Париже, однако по некоторым источникам, первым представителем Гаити на Олимпийских играх является фехтовальщик Леон Тирселин, который участвовал в соревнованиях по шпаге и рапире на Олимпиаде в Париже в 1900 году. Спортсмены Гаити в общей сложности пропустили летние Олимпийские игры 6 раз: в период с 1948 по 1956 и с 1964 по 1968, а также Игры 1980 года в Москве (Гаити была одной из стран, бойкотировавших летние Игры 1980 года).
В зимних Олимпийских играх Гаити дебютировала на Играх 2022 года в Пекине.
За время выступления на Олимпийских играх гаитянские спортсмены завоевали 2 олимпийские медали: 1 серебряную и 1 бронзовую. Медали были завоёваны в соревнованиях по стрельбе и лёгкой атлетике.

## Медальный зачёт

### Летние Олимпийские игры
| Игры                | Спортсменов                                    | Золото                                         | Серебро                                        | Бронза                                         | Всего                                          | Место                                          |
| ------------------- | ---------------------------------------------- | ---------------------------------------------- | ---------------------------------------------- | ---------------------------------------------- | ---------------------------------------------- | ---------------------------------------------- |
| 1900 Париж          | 1                                              | 0                                              | 0                                              | 0                                              | 0                                              | —                                              |
| 1904—1920           | не принимала участие                           | не принимала участие                           | не принимала участие                           | не принимала участие                           | не принимала участие                           | не принимала участие                           |
| 1924 Париж          | 8                                              | 0                                              | 0                                              | 1                                              | 1                                              | 23                                             |
| 1928 Амстердам      | 2                                              | 0                                              | 1                                              | 0                                              | 1                                              | 30                                             |
| 1932 Лос-Анджелес   | 2                                              | 0                                              | 0                                              | 0                                              | 0                                              | —                                              |
| 1936—1956           | не принимала участие                           | не принимала участие                           | не принимала участие                           | не принимала участие                           | не принимала участие                           | не принимала участие                           |
| 1960 Рим            | 1                                              | 0                                              | 0                                              | 0                                              | 0                                              | —                                              |
| 1964—1968           | не принимала участие                           | не принимала участие                           | не принимала участие                           | не принимала участие                           | не принимала участие                           | не принимала участие                           |
| 1972 Мюнхен         | 7                                              | 0                                              | 0                                              | 0                                              | 0                                              | —                                              |
| 1976 Монреаль       | 13                                             | 0                                              | 0                                              | 0                                              | 0                                              | —                                              |
| 1980 Москва         | не принимала участие                           | не принимала участие                           | не принимала участие                           | не принимала участие                           | не принимала участие                           | не принимала участие                           |
| 1984 Лос-Анджелес   | 3                                              | 0                                              | 0                                              | 0                                              | 0                                              | —                                              |
| 1988 Сеул           | 4                                              | 0                                              | 0                                              | 0                                              | 0                                              | —                                              |
| 1992 Барселона      | 7                                              | 0                                              | 0                                              | 0                                              | 0                                              | —                                              |
| 1996 Атланта        | 7                                              | 0                                              | 0                                              | 0                                              | 0                                              | —                                              |
| 2000 Сидней         | 5                                              | 0                                              | 0                                              | 0                                              | 0                                              | —                                              |
| 2004 Афины          | 8                                              | 0                                              | 0                                              | 0                                              | 0                                              | —                                              |
| 2008 Пекин          | 7                                              | 0                                              | 0                                              | 0                                              | 0                                              | —                                              |
| 2012 Лондон         | 5                                              | 0                                              | 0                                              | 0                                              | 0                                              | —                                              |
| 2016 Рио-де-Жанейро | 10                                             | 0                                              | 0                                              | 0                                              | 0                                              | —                                              |
| 2020 Токио          | 6                                              | 0                                              | 0                                              | 0                                              | 0                                              | —                                              |
| 2024 Франция        | на данный момент нет подтвержденных участников | на данный момент нет подтвержденных участников | на данный момент нет подтвержденных участников | на данный момент нет подтвержденных участников | на данный момент нет подтвержденных участников | на данный момент нет подтвержденных участников |
| Итого               | Итого                                          | 0                                              | 1                                              | 1                                              | 2                                              |                                                |

### Медали по видам спорта
| Вид спорта      | Золото | Серебро | Бронза | Всего |
| --------------- | ------ | ------- | ------ | ----- |
| Лёгкая атлетика | 0      | 1       | 0      | 1     |
| Стрельба        | 0      | 0       | 1      | 1     |
| Итого           | 0      | 1       | 1      | 2     |

## Медалисты
| Медаль  | Спортсмен                                                                   | Олимпийские игры | Вид             | Дисциплина                     |
| ------- | --------------------------------------------------------------------------- | ---------------- | --------------- | ------------------------------ |
| Бронза  | Людовик Огюстен Дестен Дестин Элуа Метюллюс Астрель Роллан Людовик Вальборж | 1924 Париж       | Стрельба        | Произвольная винтовка, команды |
| Серебро | Сильвио Катор                                                               | 1928 Амстердам   | Лёгкая атлетика | Прыжки в длину, мужчины        |